# Îles Gilbert
Pour les articles homonymes, voir Gilbert et Kingsmill.
 (février 2025).
Si vous disposez d'ouvrages ou d'articles de référence ou si vous connaissez des sites web de qualité traitant du thème abordé ici, merci de compléter l'article en donnant les références utiles à sa vérifiabilité et en les liant à la section « Notes et références ».
Les îles Gilbert, en ancien gilbertin Tungaru, en anglais Gilbert Islands, autrefois Kingsmill Islands, sont un archipel de Kiribati situé dans l'ouest de l'océan Pacifique Sud, dans l'ensemble géographique appelé Micronésie. Entourées par les îles Marshall au nord-ouest, les îles Howland et Baker à l'est, les Tuvalu au sud-est et Nauru à l'ouest, elles se composent de seize atolls alignés selon une orientation nord-nord-ouest/sud-sud-est. Ces derniers forment l'archipel le plus occidental du pays mais non sa terre la plus à l'ouest car l'atoll surélevé de Banaba, isolé, se trouve entre l'archipel et Nauru.

## Toponymie
En 1820, le nom de « Gilbert » a été donné à cet archipel par le capitaine russe Johann Adam von Krusenstern qui voulait rendre hommage au capitaine britannique Thomas Gilbert. « Gilbert » se prononçant « Kiribati » en gilbertin, ce nom a été à l'origine du nom actuel du pays.

## Géographie
Les îles Gilbert sont composées de seize atolls : Abaiang, Abemama, Aranuka, Arorae, Beru, Butaritari, Kuria, Makin, Maiana, Marakei, Nikunau, Nonouti, Onotoa, Tabiteuea, Tamana et Tarawa.
L'archipel est situé à 1 871 km au nord-est des îles Salomon et à 701 kilomètres à l'est-nord-est de Nauru. L'île de Banaba, située à environ 400 kilomètres à l'ouest de l'archipel, est parfois rattachée par commodité aux îles Gilbert du fait de son isolement bien que ce ne soit pas un atoll mais un makatea.
C'est dans les îles Gilbert que se trouve la capitale de Kiribati, Tarawa-Sud, sur l'atoll de Tarawa.
C'est l'archipel le plus peuplé de Kiribati, avec plus de 80 000 habitants (soit 70 % de la population totale du pays).

## Histoire
Les îles Gilbert sont habitées depuis environ deux mille ans par des populations micronésiennes. Redécouvertes par les Européens, elles constituent le protectorat britannique des îles Gilbert à partir de 1892.
Des Filles de Notre-Dame du Sacré-Cœur s'y implantent en 1895.
En 1916, elles sont réunies aux îles Ellice pour former la colonie britannique des îles Gilbert et Ellice.

## Dans la culture
C'est au large des îles Gilbert qu'est censé avoir sombré le Pequod dans le roman Moby-Dick d’Herman Melville.